# Mincha
Mincha (Hebreeuws: מִנחַה) of minche (Nederlands-Jiddisch/Asjkenazisch), het joodse middaggebed, begint met Psalm 145, beter bekend als Asjré, naar het eerste woord van het eerste van twee verzen uit andere psalmen (Psalm 84:5 en 144:15) die in onze gebeden aan Psalm 145 voorafgaan. Ook aan het einde van Psalm 145 is een vers uit een andere psalm toegevoegd (Psalm 115:18). Hierop volgt het Sjemoné Esré gebed, dat eerst in stilte door de gemeente en voorganger wordt gezegd en daarna door de voorganger wordt herhaald. Op vastendagen wordt tussen Asjré en Sjemoné Esré uit de Thora gelezen. Hierna zegt men dezelfde korte versie van Tachanoen die op zondag, dinsdag, woensdag en vrijdagochtend in sjachariet wordt gezegd. Daarop volgt Aleinoe, waarmee de dienst wordt afgesloten. De mincha-dienst duurt, afhankelijk van de snelheid van de minjan, meestal rond het kwartier.